# Czerwiec 2004 w sporcie
Zobacz też: Czerwiec 2004 · Zmarli w czerwcu 2004

## 30 czerwca
- Piłka nożna – w pierwszym meczu półfinałowym mistrzostw Europy w piłce nożnej reprezentacja Portugalii pokonała Holandię 2:1 (1:0). Bramki: Cristiano Ronaldo (26') i Maniche (58') dla Portugalii oraz Jorge Andrade (samobójcza, 63') dla Holandii.

## 27 czerwca
- Piłka nożna – w meczu ćwierćfinałowym mistrzostw Europy w piłce nożnej reprezentacja Czech wygrała z Danią 3:0. Bramki dla zwycięzców zdobyli Jan Koller (49') oraz Milan Baroš (63' i 65').

## 26 czerwca
- Piłka nożna – w meczu ćwierćfinałowym mistrzostw Europy w piłce nożnej reprezentacja Holandii wygrała w rzutach karnych (5:4) ze Szwecją. Regulaminowy czas gry zakończył się wynikiem bezbramkowym.
- Piłka siatkowa – w meczu rozgrywek Ligi Światowej polscy siatkarze pokonali reprezentację Francji 3:2 (25:20; 23:25; 25:23; 18:25; 15:8) i utrzymali tym samym pierwszą pozycję w grupie B.

## 25 czerwca
- Piłka nożna – w drugim meczu ćwierćfinałowym mistrzostw Europy w piłce nożnej reprezentacja Francji przegrała z Grecją 0:1. Strzelcem jedynego gola był Angelos Charisteas, który pokonał Fabiena Bartheza w 67 minucie.
- Piłka siatkowa – w meczu rozgrywek Ligi Światowej reprezentacja Polski siatkarzy przegrała po zaciętym meczu z Francją 2:3 (22:25, 24:26, 25:22, 25:22, 15:17).

## 24 czerwca
- Piłka nożna – w pierwszym meczu ćwierćfinałowym mistrzostw Europy w piłce nożnej Portugalia wygrała z Anglią w rzutach karnych (6:5). Regulaminowy czas gry zakończył się wynikiem 2:2.

## 23 czerwca
- Piłka nożna – rozegrano ostatnią kolejkę mistrzostw Europy w piłce nożnej w grupie D. Holandia pokonała Łotwę 3:0, a Czechy wygrały z Niemcami 2:1. Do ćwierćfinału awansowały Czechy (z pierwszego miejsca) i Holandia.

## 22 czerwca
- Piłka nożna – rozegrano ostatnią kolejkę mistrzostw Europy w piłce nożnej w grupie C. Włochy pokonały Bułgarię 2:1, a Dania zremisowała ze Szwecją 2:2. Do ćwierćfinału awansowała Szwecja (z pierwszego miejsca) i Dania.

## 21 czerwca
- Piłka nożna – rozegrano ostatnią kolejkę mistrzostw Europy w piłce nożnej w grupie B. Anglia pokonała Chorwację 4:2, a Francja Szwajcarię 3:1. Do ćwierćfinału awansowała Francja (z pierwszego miejsca) oraz Anglia.

## 20 czerwca
- Piłka nożna – w ostatniej kolejce mistrzostw Europy w piłce nożnej w grupie A Portugalia wygrała z Hiszpanią 1:0, a Rosja z Grecją 2:1. Do ćwierćfinału awansowała Portugalia (z pierwszego miejsca) oraz Grecja.
- Piłka siatkowa – w kolejnym meczu rozgrywek Ligi Światowej reprezentacja Polski siatkarzy ponownie pokonała Japonię 3:0 (25:13, 30:28, 25:21).

## 19 czerwca
- Piłka nożna – w rozegranych meczach grupy D mistrzostw Europy w piłce nożnej reprezentacja Czech wygrała z Holandią 3:2, a Łotwa zremisowała bezbramkowo z Niemcami.

## 18 czerwca
- Piłka nożna – w rozegranych meczach grupy C mistrzostw Europy w piłce nożnej reprezentacja Danii wygrała z Bułgarią 2:0, a Włochy zremisowały ze Szwecją 1:1.
- Piłka siatkowa – w rozgrywkach Ligi Światowej reprezentacja Polski siatkarzy pokonała Japonię 3:0 (29:27, 25:19, 25:20).

## 17 czerwca
- Piłka nożna – w rozegranych meczach grupy B mistrzostw Europy w piłce nożnej reprezentacja Anglii pokonała Szwajcarię 3:0, a Francja zremisowała 2:2 z Chorwacją.

## 16 czerwca
- Piłka nożna – w rozegranych meczach grupy A mistrzostw Europy Portugalia pokonała Rosję 2:0, a Grecja zremisowała z Hiszpanią 1:1.

## 15 czerwca
- Piłka nożna – w rozegranych meczach grupy D mistrzostw Europy Czechy pokonały Łotwę 2:1, a Niemcy zremisowały z Holandią 1:1.

## 14 czerwca
- Piłka nożna – w rozegranych meczach grupy C mistrzostw Europy Szwecja wygrała z Bułgarią 5:0, a Dania zremisowała bezbramkowo z Włochami.

## 13 czerwca
- Piłka nożna – w pierwszych rozegranych meczach mistrzostw Europy grupy B Francja pokonała Anglię 2:1, a Chorwacja zremisowała 0:0 ze Szwajcarią.

## 12 czerwca
- Piłka nożna – rozpoczęły się Mistrzostwa Europy w piłce nożnej w Portugalii. W pierwszych rozegranych meczach – w grupie A – Hiszpania wygrała z Rosją 1:0, a Grecja z Portugalią 2:1.
- Piłka siatkowa – po słabej grze biało-czerwoni ulegli w Lidze Światowej reprezentacji Bułgarii 1:3 (22:25, 25:22, 22:25, 20:25).

## 11 czerwca
- Piłka siatkowa – podopieczni Stanisława Gościniaka w kolejnym meczu Ligi Światowej w Bydgoszczy pokonali reprezentację Bułgarii 3:1 (25:22, 25:15, 21:25, 25:23).

## 8 czerwca
- Hokej na lodzie – po raz pierwszy w historii triumfatorem Pucharu Stanleya została drużyna Tampy Bay Lightning, która w decydującym siódmym meczu pokonała na własnym lodzie Calgary Flames Krzysztofa Oliwy 2:1, wygrywając całą rywalizację 4-3. Bohaterem spotkania okazał się Rusłan Fedotenko, strzelec obu goli dla zwycięzców. Krzysztof Oliwa wygrał ligę w 2000 roku z klubem New Jersey Devils.

## 6 czerwca
- Piłka siatkowa – w swoim drugim występie w rozgrywkach Ligi Światowej Polacy odnieśli ponownie zwycięstwo nad reprezentacją Japonii, wygrywając po ponad dwugodzinnym meczu 3:2 (25:21, 28:30, 34:32, 23:25, 15:7).

## 5 czerwca
- Piłka siatkowa – w pierwszym występie w rozgrywkach Ligi Światowej polscy siatkarze pokonali reprezentację Japonii 3:1 (22:25, 29:27, 25:16, 25:22).
- Lekkoatletyka – po raz drugi w przeciągu tygodnia Grzegorz Sposób uzyskał najlepszy w roku wynik na świecie w skoku wzwyż. Tym razem polski zawodnik podczas 4. Europejskiego Festiwalu Sztafet w Bydgoszczy pokonał poprzeczkę na wysokości 2,34 m.